# Rosenbergia schmitti
Rosenbergia schmitti är en skalbaggsart som beskrevs av Rigout 1981. Rosenbergia schmitti ingår i släktet Rosenbergia och familjen långhorningar.
Artens utbredningsområde är Irian Jaya. Inga underarter finns listade i Catalogue of Life.